# Podlužany (Rožďalovice)
Podlužany je vesnice v okrese Nymburk, je součástí obce Rožďalovice. Nachází se asi 2 km na jih od Rožďalovic. V obci leží Návesní rybník a na východě protéká řeka Mrlina. Je zde evidováno 54 adres.

## Historie
První písemná zmínka o vesnici pochází z roku 1544.

## Galerie

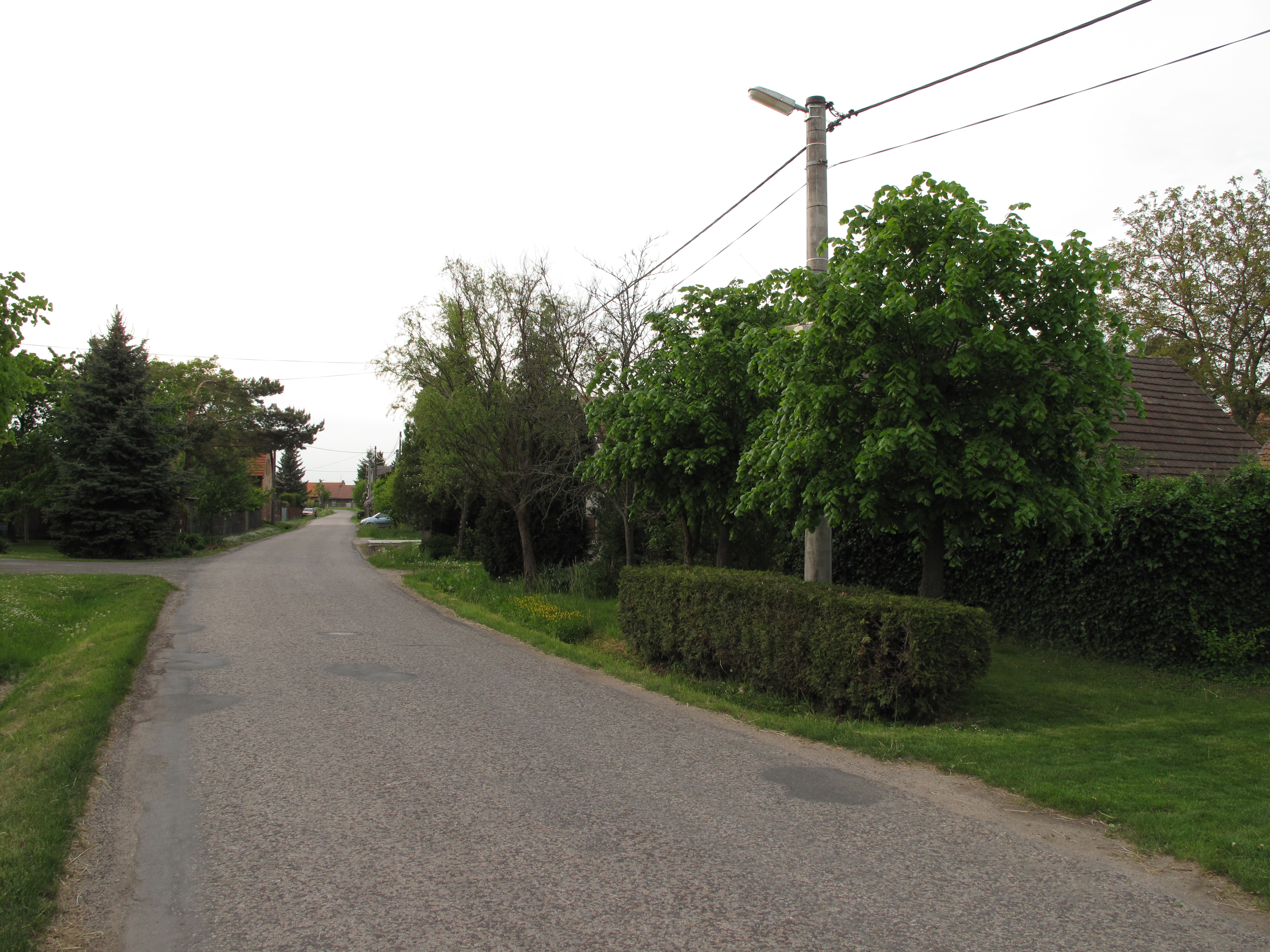
Silnice
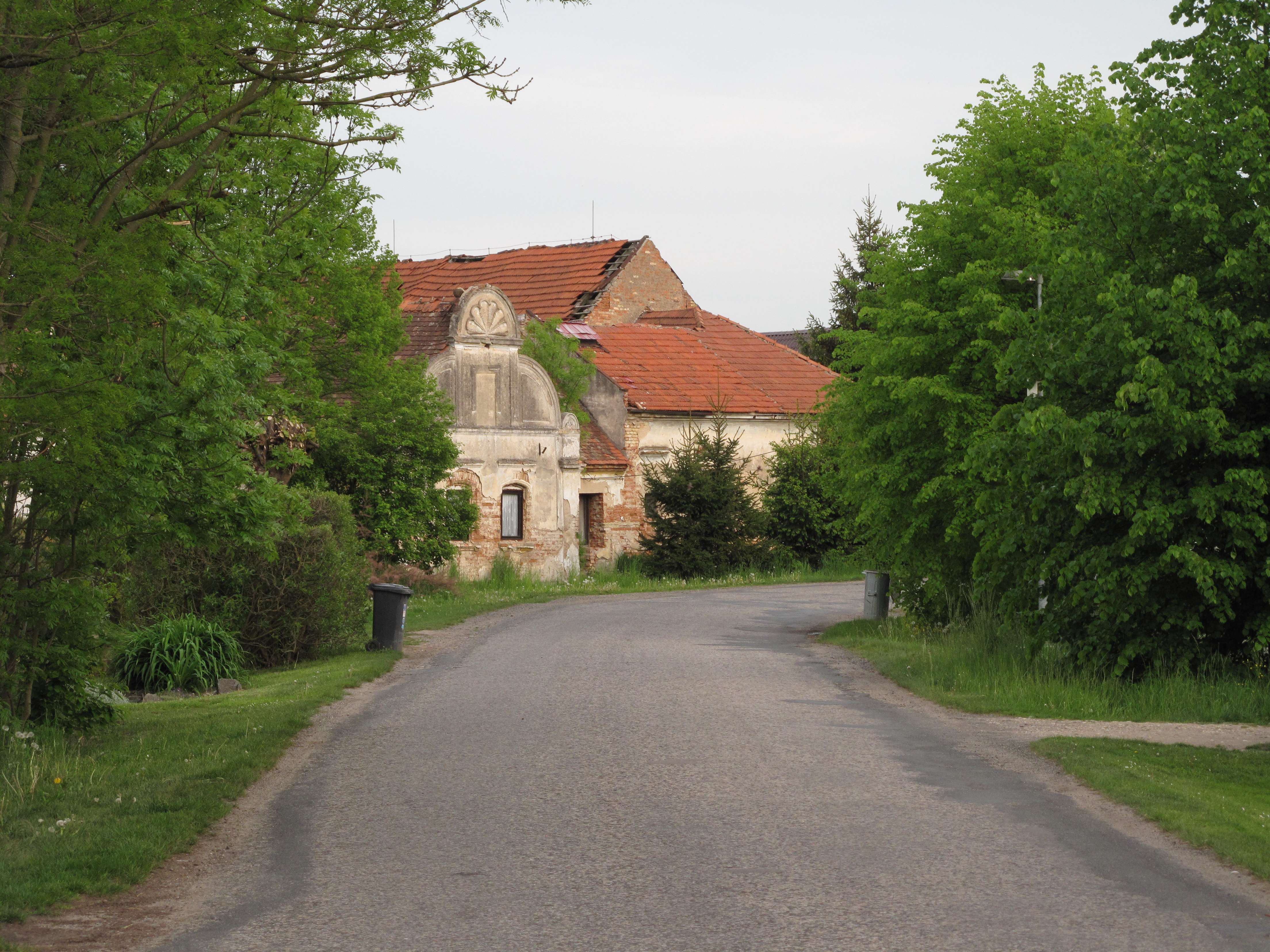
Statek
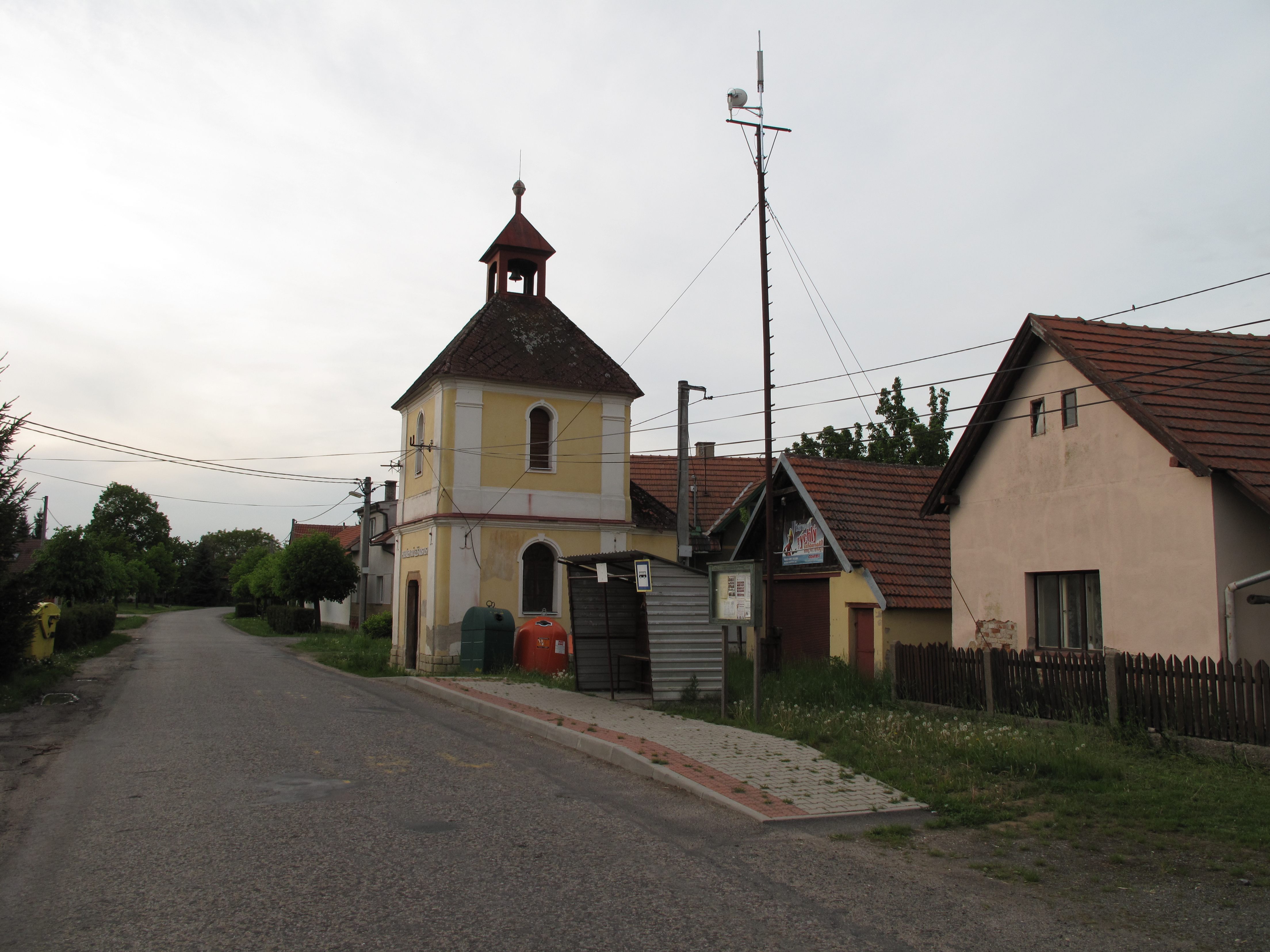
Kaplička a autobusová zastávka